# بول كالفت
بول كالفت (بالإسبانية: Pol Calvet) (ولد في 19 أبريل 1994) هو لاعب كرة قدم إسباني يلعب كلاعب وسط.

## روابط خارجية
- بول كالفت على موقع قاعدة بيانات كرة القدم.إي يو (الإنجليزية)
- بول كالفت على موقع Soccerbase.com (لاعب) (الإنجليزية)
- بول كالفت على موقع Soccerway.com (الإنجليزية)
- بول كالفت على موقع عالم كرة القدم.نت (الإنجليزية)
- بول كالفت على موقع AS.com (الإسبانية)